# 楢原静
楢原 静（ならはら しずか、1928年5月6日 - ）は、広島県三原市出身の卓球選手。戦後1952年、インドのボンベイで開催された世界卓球選手権で西村登美江とペアを組み団体戦、ダブルス優勝。日本卓球初の世界王者となった。

## 来歴
父親が日本卓球協会に関係し多くの卓球選手と同様、幼い時から家に卓球台があった。広島県立三原高等女学校（現広島県立三原高校）入学後、卓球部に入るが太平洋戦争で廃部。広島女子専門学校（現広島県立大学）に進学後、当時山口県柳井市に住んでいた田舛彦介（タマス創業者）から初めて本格的な指導を受けた。相手の強打やカット球を打ち崩すため、台から離れず、相手の打球に速いピッチで対応する前陣速攻を身につけると、強気なプレーですぐに頭角を現し1948年西日本学生1位、1950年には国体、全日本卓球選手権大会を制し日本チャンピオンとなる。1949年入社した帝人三原でも第1回全国実業団選手権女子シングルスで優勝。
1952年2月、日本が初参加した第19回世界卓球選手権（ボンベイ）で、西村登美江とペアを組み、英国のロザリンド、ダイアン・ロウの双子姉妹を降し団体戦、ダブルスで優勝。日本卓球初、またアジア人初の世界王者となった。この勝利は、戦後日本の全アマチュアスポーツが世界復帰して五輪、世界選手権を通じ最初のものであった。なお卓球が五輪の正式種目となったのは、ずっと後年の1988年ソウルオリンピックからである。二人には金メダルの代わりに、ライオンを彫った象牙のトロフィーが贈られた。
同年結婚し山脇姓となり23歳で競技生活から退いた。その後茶道教授の傍らママさん卓球の指導にあたり日本卓球協会のレディス委員会副委員長などを務めた。妹の楢原静世も卓球の名選手だった。